# Tomonobu Hiroi
Tomonobu Hiroi (født 11. januar 1985) er en japansk fodboldspiller, som spiller for den japanske fodboldklub Zweigen Kanazawa.